# Little Girl (With Blue Eyes)
«Little Girl (With Blue Eyes)» — внеальбомный сингл британской группы Pulp, изданный 28 октября 1985 года независимым лейблом Fire Records. Содержит очень «тёмные» по смыслу песни, сильно отличается по звучания от альбома It. Всё четыре песни позже вошли в сборник Masters of the Universe.
Заглавный трек сингла был запрещён на BBC (цензоров смутили строки: There’s a hole in your heart/And one between your legs/You never have to wonder which one he’s going to fill).
Стивен Томас Эрлевайн (Allmusic) охарактеризовал «Little Girl (With Blue Eyes)» как лучший сингл Pulp середины 1980-х годов.

## Список композиций
Авторы всех песен — группа Pulp. Тексты написаны Джарвисом Кокером, исключая «The Will To Power» (Расселл Сениор).
1. «Little Girl (With Blue Eyes)»
2. «Simultaneous»
3. «Blue Glow»
4. «The Will To Power»

## Музыканты
- Джарвис Кокер — вокал, гитара
- Расселл Сениор — гитара, скрипка, вокал в «The Will To Power»
- Кандида Дойл — клавишные, орган, бэк-вокал в «Little Girl (With Blue Eyes)»
- Питер Манселл — бас-гитара
- Магнус Дойл — ударные